# Olympische Geschichte Kuwaits
| Gelbes Symbol für Goldmedaillen mit stilisierten Olympischen Ringen | Graues Symbol für Silbermedaillen mit stilisierten Olympischen Ringen | Braundes Symbol für Bronzemedaillen mit stilisierten Olympischen Ringen |
| ------------------------------------------------------------------- | --------------------------------------------------------------------- | ----------------------------------------------------------------------- |
| —                                                                   | —                                                                     | 3                                                                       |

Kuwait, dessen NOK, die al-Ladschna al-ulimbiyya al-kuwaitiyya, 1957 gegründet und 1966 vom IOC anerkannt wurde, nahm von 1968 bis 2012 an allen Olympischen Sommerspielen teil. 2015 wurde Kuwait durch das IOC gesperrt. Bei Winterspielen traten bislang keine kuwaitischen Sportler an. Jugendliche Sportler nahmen an beiden bislang ausgetragenen Jugend-Sommerspielen teil.

## Übersicht
Mit einer Mannschaft aus zwei Leichtathleten nahm Kuwait 1968 das erste Mal an Olympischen Spielen teil. Bei den folgenden Sommerspielen traten kuwaitische Sportler in den Sportarten Schwimmen (ab 1972), Judo, Fechten und Wasserspringen (ab 1976), Fußball und Handball (ab 1980), Boxen und Rudern (ab 1988), Schießen und Gewichtheben (ab 1992), Tischtennis (ab 1996) und Taekwondo (ab 2000) an.
Die ersten Olympioniken des Landes waren am 20. Oktober 1968 die beiden Marathonläufer Mraljeb Mansoor und Saoud Daifallah. Die erste kuwaitische Frau, die Sprinterin Danah al-Nasrallah, ging erst am 20. August 2004 an den Start.
1980 konnte sich die kuwaitische Fußballmannschaft für das Viertelfinale qualifizieren, scheiterte dort jedoch mit 1:2 an der Sowjetunion. 1996 spielte die Handballmannschaft in der Vorrunde gegen die Schweiz und wurde mit 16:33 geschlagen. Das Team wurde schließlich auf Platz 12, dem letzten Platz, gewertet.
In Sydney kam es 2000 zum ersten Medaillengewinn eines kuwaitischen Sportlers. Der Sportschütze Fehaid al-Deehani gewann Bronze im Doppeltrap. Im Trapschießen wurde Khaled al-Mudhaf Vierter. 2004 wurde al-Deehani Achter im Doppeltrap, al-Mudhaf Sechster im Trap. Im Skeet wurde Abdullah al-Rashidi 2008 Siebter. 2012 konnte al-Deehani eine weitere Bronzemedaille gewinnen, diesmal im Trapschießen. Im Doppeltrap wurde er Vierter.

### Jugendspiele
Unter der Bezeichnung Kuwaitische Athleten konnten jugendliche Sportler bei den ersten Jugend-Sommerspielen 2010 in Singapur teilnehmen. Kuwait war zu dem Zeitpunkt vom IOC suspendiert worden. Drei Jugendliche, zwei Jungen und ein Mädchen, traten in der Leichtathletik, im Schießen und im Schwimmen an. Der Schwimmer Abdullah al-Tuwani konnte über 50 Meter Brust die Bronzemedaille gewinnen.
Bei den Jugend-Sommerspielen 2014 in Nanjing gingen fünf Jugendliche, vier Jungen und ein Mädchen, in den Sportarten Leichtathletik, Fechten, Schießen und Schwimmen an den Start. Eine Medaille konnte nicht gewonnen werden.

## Suspendierungen durch das IOC
Kuwait wurde mehrfach vom IOC wegen politischer Einmischung in die Belange des kuwaitischen NOKs suspendiert. Bis 2015 hatten diese Suspendierungen keinerlei Auswirkungen auf die Teilnahme Kuwaits an Olympischen Spielen. Die Suspendierung vom 27. Oktober 2015 ist jedoch bis heute (Stand Januar 2018) gültig. Kuwaitischen Sportler wurde die Möglichkeit gegeben, als unabhängige Olympiateilnehmer unter der olympischen Flagge an den Start zu gehen. Neun Athleten, acht Männer und eine Frau, nahmen diese Möglichkeit bei den Olympischen Sommerspielen 2016 in Rio de Janeiro in Ansprung. Ein Fechter, zwei Schwimmer und sechs Schützen, alle aus Kuwait stammend, liefen hinter der olympischen Flagge ins Olympiastadion ein. Fehaid al-Dehaani, zweifacher Bronzemedaillengewinner, wurde bei seiner sechsten Teilnahme an Olympischen Spielen im Doppeltrap Olympiasieger. Abdullah al-Rashidi gewann im Skeet die Bronzemedaille. Im Trapschießen erreichte Khaled al-Mudhaf Platz 8.

## Übersicht der Teilnehmer

### Sommerspiele
| Jahr      | Athleten           | Athleten           | Athleten           | Flaggenträger                 | Sportarten         | Sportarten         | Sportarten         | Sportarten         | Sportarten         | Sportarten         | Sportarten         | Sportarten         | Sportarten         | Sportarten         | Sportarten         | Sportarten         | Sportarten         | Sportarten         | Medaillen          | Medaillen          | Medaillen          | Medaillen          | Medaillen          |
| Jahr      | Gesamt             | m                  | w                  | Flaggenträger                 | Leichtathletik     | Schwimmen          | Judo               | Fechten            | Wasserspringen     | Fußball            | Handball           | Boxen              | Rudern             | Schießen           | Gewichtheben       | Tischtennis        | Taekwondo          | Karate             |                    |                    |                    | Gesamt             | Rang               |
| --------- | ------------------ | ------------------ | ------------------ | ----------------------------- | ------------------ | ------------------ | ------------------ | ------------------ | ------------------ | ------------------ | ------------------ | ------------------ | ------------------ | ------------------ | ------------------ | ------------------ | ------------------ | ------------------ | ------------------ | ------------------ | ------------------ | ------------------ | ------------------ |
| 1896–1964 | nicht teilgenommen | nicht teilgenommen | nicht teilgenommen | nicht teilgenommen            | nicht teilgenommen | nicht teilgenommen | nicht teilgenommen | nicht teilgenommen | nicht teilgenommen | nicht teilgenommen | nicht teilgenommen | nicht teilgenommen | nicht teilgenommen | nicht teilgenommen | nicht teilgenommen | nicht teilgenommen | nicht teilgenommen | nicht teilgenommen | nicht teilgenommen | nicht teilgenommen | nicht teilgenommen | nicht teilgenommen | nicht teilgenommen |
| 1968      | 2                  | 2                  | 0                  |                               | 2                  |                    |                    |                    |                    |                    |                    |                    |                    |                    |                    |                    |                    |                    |                    |                    |                    |                    |                    |
| 1972      | 4                  | 4                  | 0                  | Younis Abdallah               | 2                  | 2                  |                    |                    |                    |                    |                    |                    |                    |                    |                    |                    |                    |                    |                    |                    |                    |                    |                    |
| 1976      | 15                 | 15                 | 0                  |                               | 6                  |                    | 4                  | 4                  | 1                  |                    |                    |                    |                    |                    |                    |                    |                    |                    |                    |                    |                    |                    |                    |
| 1980      | 56                 | 56                 | 0                  |                               | 8                  | 3                  | 5                  | 9                  | 1                  | 16                 | 14                 |                    |                    |                    |                    |                    |                    |                    |                    |                    |                    |                    |                    |
| 1984      | 23                 | 23                 | 0                  | Tareq al-Ghareeb              | 2                  | 5                  | 5                  | 9                  | 2                  |                    |                    |                    |                    |                    |                    |                    |                    |                    |                    |                    |                    |                    |                    |
| 1988      | 25                 | 25                 | 0                  | Jasem al-Dowaila              | 6                  | 2                  | 4                  | 8                  | 1                  |                    |                    | 3                  | 1                  |                    |                    |                    |                    |                    |                    |                    |                    |                    |                    |
| 1992      | 32                 | 32                 | 0                  |                               | 4                  | 3                  | 2                  | 1                  |                    | 19                 |                    |                    |                    | 2                  | 1                  |                    |                    |                    |                    |                    |                    |                    |                    |
| 1996      | 25                 | 25                 | 0                  | Abdullah al-Rashidi           | 1                  | 3                  | 2                  | 1                  | 2                  |                    | 12                 |                    |                    | 2                  | 1                  | 1                  |                    |                    |                    |                    |                    |                    |                    |
| 2000      | 29                 | 29                 | 0                  | Fawzi al-Shammari             | 4                  | 2                  |                    | 1                  |                    | 16                 |                    |                    |                    | 5                  |                    |                    | 1                  |                    |                    |                    | 1                  | 1                  | 71                 |
| 2004      | 11                 | 10                 | 1                  | Fehaid al-Deehani             | 5                  |                    | 1                  |                    |                    | 16                 |                    |                    |                    | 5                  |                    |                    |                    |                    |                    |                    |                    |                    |                    |
| 2008      | 8                  | 8                  | 0                  | Abdullah al-Rashidi           | 2                  | 1                  | 1                  |                    |                    |                    |                    |                    |                    | 3                  |                    | 1                  |                    |                    |                    |                    |                    |                    |                    |
| 2012      | 10                 | 8                  | 2                  | Fehaid al-Deehani             | 2                  | 2                  |                    |                    |                    |                    |                    |                    | 1                  | 4                  |                    |                    |                    |                    |                    |                    | 1                  | 1                  | 79                 |
| 2016      | nicht teilgenommen | nicht teilgenommen | nicht teilgenommen | nicht teilgenommen            | nicht teilgenommen | nicht teilgenommen | nicht teilgenommen | nicht teilgenommen | nicht teilgenommen | nicht teilgenommen | nicht teilgenommen | nicht teilgenommen | nicht teilgenommen | nicht teilgenommen | nicht teilgenommen | nicht teilgenommen | nicht teilgenommen | nicht teilgenommen | nicht teilgenommen | nicht teilgenommen | nicht teilgenommen | nicht teilgenommen | nicht teilgenommen |
| 2020      | 10                 | 8                  | 2                  | Lara Dashti, Talal al-Rashidi | 3                  | 2                  |                    |                    |                    |                    |                    |                    |                    | 4                  |                    |                    |                    | 1                  |                    |                    | 1                  | 1                  | 86                 |
| Gesamt    | Gesamt             | Gesamt             | Gesamt             | Gesamt                        | Gesamt             | Gesamt             | Gesamt             | Gesamt             | Gesamt             | Gesamt             | Gesamt             | Gesamt             | Gesamt             | Gesamt             | Gesamt             | Gesamt             | Gesamt             | Gesamt             | 0                  | 0                  | 3                  | 3                  | 133                |

### Winterspiele
| Jahr      | Athleten           | Athleten           | Athleten           | Flaggenträger      | Sportarten         | Medaillen          | Medaillen          | Medaillen          | Medaillen          | Medaillen          |
| Jahr      | Gesamt             | m                  | w                  | Flaggenträger      | Sportarten         |                    |                    |                    | Gesamt             | Rang               |
| --------- | ------------------ | ------------------ | ------------------ | ------------------ | ------------------ | ------------------ | ------------------ | ------------------ | ------------------ | ------------------ |
| 1924–2018 | nicht teilgenommen | nicht teilgenommen | nicht teilgenommen | nicht teilgenommen | nicht teilgenommen | nicht teilgenommen | nicht teilgenommen | nicht teilgenommen | nicht teilgenommen | nicht teilgenommen |
| Gesamt    | Gesamt             | Gesamt             | Gesamt             | Gesamt             | Gesamt             | 0                  | 0                  | 0                  | 0                  | -                  |

## Liste der Medaillengewinner

### Goldmedaillen
Bislang (Stand 2018) keine Goldmedaillen

### Silbermedaillen
Bislang (Stand 2018) keine Silbermedaillen

#### Bronzemedaillen
| Name                | Spiele      | Sportart | Disziplin  | Anmerkung              |
| ------------------- | ----------- | -------- | ---------- | ---------------------- |
| Fehaid al-Deehani   | 2000 Sydney | Schießen | Doppeltrap | erster Medaillengewinn |
| Fehaid al-Deehani   | 2012 London | Schießen | Trap       |                        |
| Abdullah al-Rashidi | 2020 Tokio  | Schießen | Skeet      |                        |

## Medaillen nach Sportart
| Sportart | Gold | Silber | Bronze | Gesamt |
| Schießen | 0    | 0      | 3      | 3      |
| Gesamt   | 0    | 0      | 3      | 3      |